# نادي ريبيراو
جروبو ديسبورتيفو دي ريبيراو (بالبرتغالية: Grupo Desportivo de Ribeirão‏) نادي كرة قدم برتغالي يلعب في دوري الدرجة الثالثة البرتغالي. تم تأسيس النادي في عام 1968.